# زیست‌بوم دیجیتال
زیست‌بوم دیجیتال محیطی بدون مرزهای محدود یا از پیش تعیین شده متشکل از بازیگران (جانوران) مختلف شامل انسان‌ها، ماشین‌ها و ابزارها و نرم‌افزارها یا پروتکل‌ها که تعامل آن‌ها بر روی زیرساخت‌های دیجیتال و برپایه ارتباط‌های دارای مبدأ یا مقصد دیجیتالی مفهوم می‌یابد. هر زیست‌بوم دیجیتال می‌تواند شامل چندین زیست‌بوم دیجیتال دیگر درون خود باشد. بزرگی هر زیست‌بوم دیجیتال لزوماً ارتباط مستقیمی با ارزش یا طول عمر آن نخواهد داشت.

## شرایط لازم زیست‌بوم دیجیتال
- توزیع‌پذیری
- انطباق پذیری
- خودسازمان‌دهی
- در ارتباط انسان و فناوری
- پایداری

## شباهتهای زیست‌بوم دیجیتال بازیست‌بوم
- حرکت به طرف رشد و بلوغ
- رقابت داخلی بازیگران آن
- رقابت خارجی برای بقا با سایر عوامل بیرونی
- توسعه یا ضعف غیرقابل پیش‌بینی (بلند مدت)
- نیاز به محیط حامل (اکسیژن، آب، ارتباط دیجیتال)
- میرایی

## سلامت و انحراف
هر زیست‌بوم دیجیتال ذاتاً عمر محدودی دارد. اما سلامت آن باعث عمر بیشترش خواهد بود. سلامت در سیستم به رشد متعادل و متناسب اجزای داخلی آن گفته می‌شود. با این تعریف می‌توان نتیجه گرفت بزرگترین آفت زیست‌بوم رشد غیرمعمول یکی از اجزای زیست‌بوم به دلایلی از جمله نیاز یا منافع اعضای داخلی یا خارج از آن زیست‌بوم می‌باشد که منتج به مرگ زودرس زیست‌بوم یا پیدایش یا زایش زیست‌بوم جدیدی خواهد شد.

## نمونه‌های موفق موجود
- زیست‌بوم فناوری اطلاعات زنجیره تأمین[۱]
- زیست‌بوم معماری ترابری بدون راننده
- زیست‌بوم بسترهای نرم‌افزاری متن باز
- زیست‌بوم لغت‌نامه‌های مرجع وب معنایی